# Охридски чомлек
Охридски чомлек је чорба, која представља специјалитет македонске кухиње.

## Историјат
Чомлек се чорба која се спрема у Пелагонији и југозападном делу Македоније. Највише се спрема у Битољу, Охриду, Крушеву и Прилепу. Једина разлика у припреми чорбе од града до града је у додавању неких састојака. Чорба се спрема од телећег или јунећег меса са додатком лука, како белог тако и црног лука и доста зачина.  А чомлек се служи уз врућу лепињу.

## Припрема
Припрема чорбе је у земљаним посудама прекривена пергамент папиром. Потребно је месо исећи на комаде, очистити бели и црни лук. У земљаној посуди се ређа ред лука, белог и црног, затим ред меса. Стави се црвена паприка у праху, црни бибер и со. Дода се винско сирће и уље за кување. Земљана посуда или тепсија се поклопи или прекрије са папиром и пече 2-3 сата на 200 степени.